# Cyathea setchellii
Cyathea setchellii är en ormbunkeart som beskrevs av Edwin Bingham Copeland. Cyathea setchellii ingår i släktet Cyathea och familjen Cyatheaceae. Inga underarter finns listade.